# Citocheratina
Le citocheratine sono proteine dei filamenti intermedi contenenti cheratina localizzate a livello del citoscheletro intracitoplasmatico delle cellule epiteliali. 

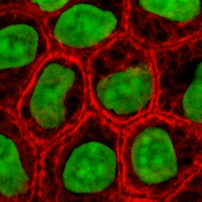
Filamenti di citocheratina in cellule epiteliali

 Il termine citocheratina fu introdotto alla fine del 1970 quando furono individuati i filamenti delle subunità proteiche di cheratina all'interno delle cellule.
Nel 2006, a seguito dell'introduzione di una nuova nomenclatura sistematica per cheratine, le citocheratine vengono oggi definite cheratine.

## Tipologie di Citocheratine

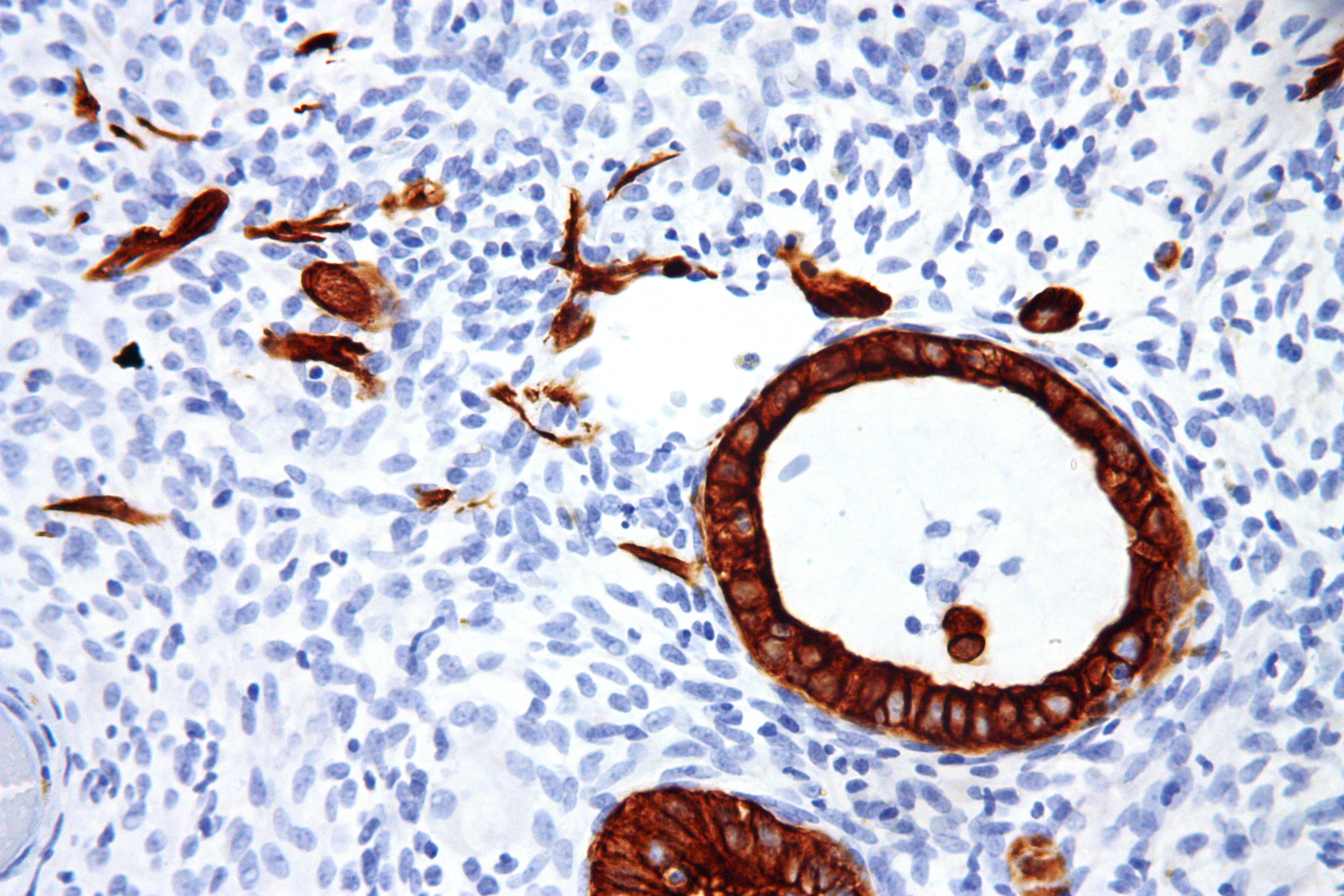
Citocheratine di basso peso molecolare in tessuto placentare delle ghiandole endometriali

Ci sono due tipi di citocheratine: il tipo I che può essere acido o basico ed il tipo II neutro. Le citocheratine si trovano di solito associate in coppia comprendente una citocheratina di tipo I ed una citocheratina di tipo II. Le citocheratine basiche e neutre comprendono le: CK1, CK2, CK3, CK4, CK5, CK6, CK7, CK8 e CK9. Le citocheratine acide sono invece: CK10, CK12, CK 13, CK14, CK16, CK17, CK18, CK19 e CK20. L'espressione di queste citocheratine è spesso organo/tessuto specifica. Ad esempio, la CK7 è solitamente espressa a livello dell'epitelio duttale del tratto genito-urinario mentre la CK20 si ritrova più comunemente nel tratto gastrointestinale.
I gruppi di citocheratine espressi da una cellula epiteliale dipendono principalmente dal tipo di epitelio al quale appartiene la cellula e dallo stadio di sviluppo. Così il tipo di citocheratina specifica espressa consente la classificazione di tutti gli epiteli in base al profilo di espressione delle citocheratine. Inoltre, tale classificazione è valida anche per i tumori maligni degli epiteli (carcinomi), il profilo delle citocheratine espresse tende infatti a rimanere costante quando un epitelio subisce una trasformazione in carcinoma. L'implicazione clinica principale è che lo studio del profilo delle citocheratine espresse con tecniche di immunoistochimica consente la diagnosi del tipo di epitelio che si è trasformato in carcinoma e la conseguente caratterizzazione del tipo di tumore in patologia chirurgica.

## Caratterizzazione tumorale
- Citocheratina 4: Epitelio squamoso non cheratinizzato, localizzato in cornea e nell'epitelio di transizione[4].
- Citocheratina 7: Un sottogruppo di epiteli ghiandolari e l'epitelio di transizione[4].
- Citocheratina 8: Adenocarcinomi agli epiteli ghiandolari del tratto digerente, respiratorio ed urogenitale, sia alle cellule endocrine che esocrine[4].
- Citocheratina 10: Carcinomi a cellule squamose negli epiteli stratificati cheratinizzati nelle zone differenziate ed altamente differenziate[4].
- Citocheratina 13: Epiteli cheratinizzati Non-squamosi, ad eccezione della cornea[4].
- Citocheratina 14: Strato basale degli epiteli stratificati[4].
- Citocheratina 18: Adenocarcinomi agli epiteli ghiandolari del tratto digerente, respiratorio, urogenitale, interessa sia le cellule endocrine che esocrine, così come le cellule mesoteliali[4].
- Citocheratina 19: Carcinomi agli epiteli di tipo ghiandolare, non si riscontra nei casi in cui il carcinoma interessi gli epatociti e nei casi di carcinoma epatocellulare[4].

## Biologia molecolare
Le citocheratine vengono codificate da una famiglia di 30 geni. Tra questi, 20 sono i geni epiteliali e il restante 10 sono specifici per i tricociti.
Tutte le catene delle citocheratine sono composte da un dominio centrale α-elica (con una identità di sequenza 50-90% tra citocheratine dello stesso tipo e circa del 30% tra citocheratine di tipo diverso) i domini N-e C- terminale non presentano tratti α-elica. Il dominio α-elica hè composto da 310-150 aminoacidi e comprende quattro segmenti in cui il modello ripete sette residui amminoacidici. In questo schema ripetuto, il primo ed il quarto ressiduo sono costituiti da amminoacidi idrofobici gli altri si alternano fra polarità positiva e negativa, di conseguenza i residui polari si vengono a trovare su un lato della spirale α-elica. Questo dominio centrale della catena consente l'allineamento molecolare nella struttura della cheratina ed in soluzione le catene si associano in dimeri.
Le sequenze finali dei domini delle citocheratine di tipo I e II sono souddivise in sottodomini V1 e V2, che varianoper sequenza amminoacidica e per dimensioni. Il tipo II presenta anche sottodomini conservati H1 e H2, costituiti rispettivamente da 36 e 20 residui amminoacidici. I sottodomini V1 e V2 contengono residui di glicina e serina, V1 fornisce alla catena un carattere di forte insolubilità e facilita l'interazione con altre molecole. Questi domini terminali sono importanti anche nel definire la funzione delle citocheratine, permettendo di distinguere fra le citocheratine espresse da un particolare tipo di cellule epiteliali.
Il blocco principale della catena di citocheratina è costituito da un tetramero costituito da due coppie di dimeri antiparalleli di cheratina, l'orientamento testa-coda (antiparralelo) dà origine a protofilamenti, i quali a loro volta si intrecciano a coppie per formare le protofibrille; L'associazione di quattro protofibrille dà origine ad un filamento di citocheratina.

## Biologia cellulare
Nel citoplasma, i filamenti di cheratina assumono una conformazione complessa a rete che si estende dalla superficie del nucleo alla membrana cellulare. Numerose proteine accessorie vengono coinvolte nella genesi e la manutenzione di tale struttura reticolare.
L'associazione fra la membrana plasmatica e la superficie nucleare fornisce importanti implicazioni per l'organizzazione del citoplasma e dei meccanismi di comunicazione cellulare. Oltre alle funzioni di mantenimento strutturale statico fornito in termini di sostegno al nucleo ed alla resistenza alla trazione subita dalla cellula, le reti di citocheratina subiscono un rapido scambio di fosfati che ne causano depolimerizzazione, ciò consente lo svolgimento dei processi dinamici a cui la cellula può andare incontro come la mitosi ed il periodo post-mitotico, il movimento cellulare la differenziazione.
Le citocheratine possono interagire con i desmosomi ed emidesmosomi, collaborando in tal modo all'aderenza cellula-cellula e cellula-membrana basale un importante collegamento al tessuto connettivo sottostante all'epitelio.